# Masdevallia bottae
Masdevallia bottae är en orkidéart som beskrevs av Carlyle August Luer och Angel Andreetta. Masdevallia bottae ingår i släktet Masdevallia och familjen orkidéer. Inga underarter finns listade i Catalogue of Life.